# Ganga Zumba
Ganga Zumba was de eerste leider van Quilombo dos Palmares, in de tegenwoordige staat Alagoas, (Brazilië). Zumba was een slaaf die ontsnapt was van een suikerplantage en koning werd van het koninkrijk Palmares met de titel Ganga Zumba.
Een quilombo was een toevluchtsoord van slaven, voornamelijk afkomstig uit Angola, die ontsnapt waren van Braziliaanse plantages en het binnenland in gevlucht waren in de bergachtige streek Pernambuco. Toen hun aantal toenam vormden zij Marron nederzettingen, mocambos genaamd.
Na verloop van tijd vormden zich tien verschillende mocambos die uiteindelijk samensmolten tot een confederatie genaamd Quilombo dos Palmares, met een populaire gekozen koning, Ganga Zumba, de eerste vrijwillig gekozen leider op het Westelijk halfrond. Ganga Zumba, leider van het grootste van de dorpen, Cerra dos Macacos, was voorzitter van de raad van aanvoerders van de mocambo's en hij werd beschouwd als de Koning van Palmares. De negen andere nederzettingen werden geleid door broers, zonen en neven van Ganga Zumba. Zumbi was leider van een gemeenschap en zijn broer, Andalaquituche, leidde een ander dorp.
In de jaren 1670 had Ganga Zumba een paleis, drie echtgenotes, bewakers, dienaren en toegewijde onderdanen in zijn koninklijke vestiging genaamd Macaco.
In 1678 aanvaardde Zumba een vredesverdrag dat de Portugese Gouverneur van Pernambuco hem aanbood, waarin geëist werd dat de 'Palmarinos' zich verplaatsten naar de Cucaú Vallei.
De Braziliaanse film 'Ganga Zumba' werd gemaakt in 1963 maar werd pas uitgebracht in 1972, omdat er in 1963 een militaire coup had plaatsgevonden en films over revoluties, zelfs die uit de 17de eeuw, als politiek gevaarlijk werden beschouwd. 